# Juan Pedro Arnal

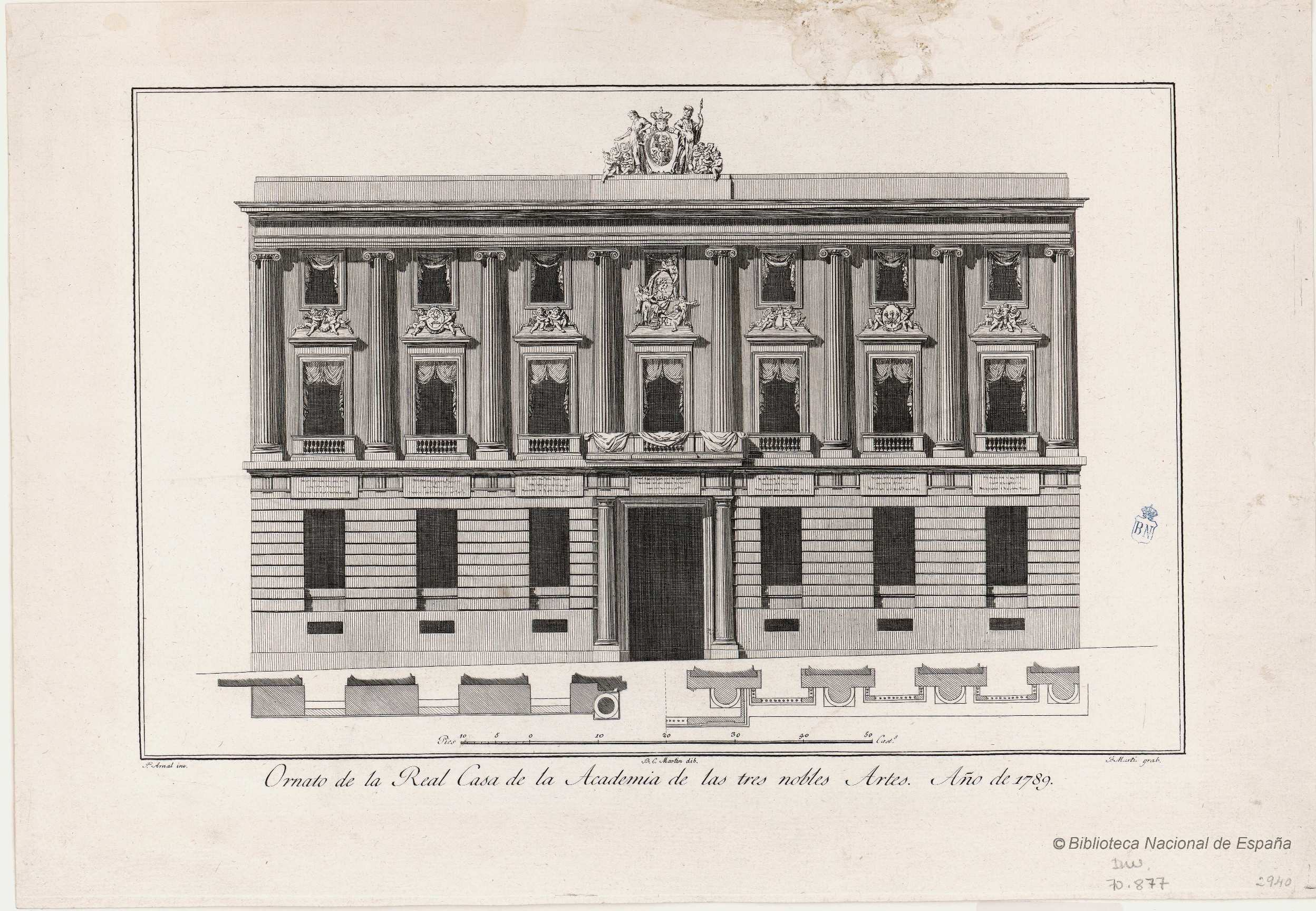
P. Arnal (invención), Francisco de Paula Martí (grabado) y B. C. Martín (dibujo): Ornato de la Real Casa de la Academia de las tres nobles Artes. Año de 1789, grabado calcográfico. Madrid, Imprenta Real, 1789. Ornamentación de la fachada de la Academia de Bellas Artes con motivo de la coronación de Carlos IV. Biblioteca Nacional de España.

Juan Pedro Arnal (Madrid, 19 de noviembre de 1735-Madrid, 14 de marzo de 1805) fue un arquitecto y dibujante español.

## Biografía
De familia de origen francés, su padre, Juan Enrique Arnal, fue platero real de Felipe V y Fernando VI. Formado primero en el taller de su padre, más tarde fue enviado a Toulouse (Francia), donde realizó los estudios de arquitectura, perspectiva y dibujo. De retorno a Madrid, prosiguió sus estudios en la Real Academia de Bellas Artes de San Fernando, en la que en 1763 ganó el premio de primera clase de arquitectura. Viajó a Córdoba y Granada en 1766 en una expedición organizada por la Academia de Bellas Artes y bajo la dirección del arquitecto José de Hermosilla, con objeto de dibujar las antigüedades árabes. Fruto de ese viaje es la colección de dibujos que, junto con los de Hermosilla y Diego Sánchez Sarabia, se emplearon en los grabados que ilustraron la edición de las Antigüedades árabes de España.
La satisfactoria realización de aquel trabajo le valió ser nombrado académico de mérito de la Academia de San Fernando en 1767 y en 1774, orientado a la enseñanza, teniente director de la arquitectura. En 1780 fue enviado por orden de Carlos III a examinar los mosaicos hallados en Rielves, cerca de Toledo, de los que dejó un informe publicado en 1788 con el título: Pavimentos de mosaico encontrados en la villa de Rielves: con un discurso sobre el origen y principio de los mosaicos y sus varias materias, contraído a los que nuevamente se descubrieron en las excavaciones de la villa de Rielves de orden de S.M. Con su informe se incluían también los grabados levantados a partir de sus dibujos de los mosaicos y de la planta de las excavaciones. Nombrado arquitecto de la Imprenta Real en 1784, dos años después, por muerte de Ventura Rodríguez, ocupó la plaza de director de arquitectura en la Academia de San Fernando y en 1801 pasó a ser director general de la misma, cargo que ostentó hasta poco antes de su muerte.
De sus trabajos como arquitecto se han destacado las trazas y dirección de las obras de la Real Casa de Postas, junto a la Casa de Correos de Madrid (1795-1800), trabajo del que se ocupó como arquitecto de la renta de correos, aunque su principal ocupación —como arquitecto «más teórico que práctico»—, parece haber sido el diseño y grabado de ornatos arquitectónicos, de los que la Biblioteca Nacional de España conserva algunos dibujos originales. Obra cumbre de esa especialización es el tabernáculo de mármoles y bronces del altar mayor de la catedral de Jaén (1789-1793). Suyos son también otros retablos, entre ellos el mayor de la iglesia de Santa Bárbara de Madrid y los colaterales del Colegio Mayor de Oviedo de Salamanca. Además intervino en la reparación del palacio de los duques de Alba en la calle del Barquillo de Madrid, en el que se ocupó principalmente de la fachada a la calle de Alcalá y su desnivel.
Como dibujante proporcionó, entre otros, el dibujo —grabado por Juan de la Cruz Cano— para el frontispicio de los tomos 3º y 4º de El ingenioso hidalgo Don Quixote de la Mancha, en la célebre edición de Joaquín Ibarra, publicada en Madrid en 1780 con el patrocinio de la Real Academia Española, y el retrato de Gonzalo Argote de Molina grabado por Fernando Selma para los Retratos de El Parnaso español del mismo Ibarra.